# Matthew August
Matthew August (21 gennaio 1997) è un pallavolista e allenatore di pallavolo statunitense, centrale dei Kolkata Thunderbolts e assistente allenatore della Denver.

## Carriera

### Giocatore

#### Club
La carriera di Matthew August inizia nei tornei scolastici californiani, giocando per la San Clemente HS. Dopo il diploma entra a far parte della squadra di pallavolo della UC Irvine, in NCAA Division I: dopo aver saltato l'annata 2016 si trasferisce per il seguente biennio allo Irvine Valley, nella CCCAA.
Fa la sua prima esperienza da professionista in patria, partecipando alla NVA 2018 e 2019 col Blizzard (in seguito OC Stunners). Nella stagione 2019-20 si trasferisce in Repubblica Ceca, dove partecipa alla Extraliga con il Brno: resta nella medesima lega anche nella stagione seguente, difendendo tuttavia i colori del Frýdek-Místek.
Torna nuovamente in campo per la prima edizione della Prime Volleyball League, in India, ingaggiato dai Kolkata Thunderbolts.

#### Nazionale
Nel 2019 debutta nella nazionale statunitense conquistando la medaglia d'argento alla NORCECA Champions Cup.

### Allenatore
Nel 2021 ottiene l'incarico di assistente allenatore volontario alla Denver, nello staff di Tom Hogan.

## Palmarès

### Nazionale (competizioni minori)
- NORCECA Champions Cup 2019